# Robert Haag
Robert Haag (* 14. Februar 1886 in Stuttgart; † 29. März 1958 in Biberach an der Riß) war ein schwäbischer Maler, Grafiker und Radierer.

## Leben
Robert Haag studierte an der Staatlichen Akademie der Bildenden Künste Stuttgart bei Robert Poetzelberger, Carlos Grethe, und Robert von Haug. Studienreisen führten ihn zunächst nach Holland und Belgien, wo sich seine bis ans Ende seines Gesamtwerks währende Prägung in der Landschaftsmalerei und der maritimen Malerei festigte. Auf weiteren Studienreisen in den Mittelmeerraum und die Vogesen entstanden Werke mediterraner uns südlicher Landschaften. Er arbeitete hauptsächlich in Öl und Öltempera. Sein graphisches Werk umfasst zudem Stiche, Lithographien und farbige Radierungen. Sein Gesamtwerk ist stark impressionistisch geprägt.
Ab 1918 war er als Studienrat, Zeichenlehrer tätig. Gemeinsam mit Gottfried Graf, Ferdinand Herwig, Eugen Krauss, Heinz Niederbühl, Emil Stecher, Erwin Schweitzer und den Bildhauern Julius Frick, Max Natter und Friedrich Thuma gründete er 1911 die Künstlervereinigung Schwaben Haag war zudem im Vorstand des Braith-Mali-Museums in Biberach.